# Club degli Editori
Club degli Editori è una casa editrice italiana
fondata nel 1960 dalla Arnoldo Mondadori Editore e facente parte del gruppo Mondadori (che possiede anche l'altra principale casa editrice specializzata nel settore, Euroclub).
Specializzata nella vendita di libri per corrispondenza, pubblica prevalentemente riedizioni di romanzi contemporanei già pubblicati da altri editori, proposte per l'acquisto ai soci del Club.
L'affiliazione prevede l'acquisto obbligatorio di almeno un libro al mese dal catalogo (ne viene automaticamente inviato uno preselezionato da Club degli Editori nel caso il cliente non effettui la scelta). La disdetta dall'abbonamento può avvenire solo dopo un acquisto minimo di 4 libri (o in caso di recesso entro 14 giorni dalla ricezione dei libri secondo le norme sulla vendita per corrispondenza).

## Storia
La casa editrice venne fondata nel 1960 dalla Arnoldo Mondadori Editore.
La sua natura rispecchia i "book club" nati negli Stati Uniti negli anni 1930, quando la lettura e l'accesso alle librerie era riservato a un pubblico d'élite. I "book club" si affiancarono alle distribuzioni di libri in edicola per incentivare alla lettura anche le persone meno abbienti offrendo edizioni a prezzo economico.
Dal 1º luglio 1999 il Club degli Editori è entrato a far parte della nuova società Mondolibri S.p.A., frutto di una collaborazione tra Arnoldo Mondadori Editore e la casa editrice Bertelsmann AG, estendendo la propria attività anche alla vendita on-line. Mondolibri ha acquisito nello stesso anno anche l'altra principale azienda del settore in Italia, Euroclub. Dal 1º luglio 2011 Mondolibri S.p.A. è stata incorporata nella società Mondadori Retail S.p.A.